# Metagarista
Metagarista es un  género de lepidópteros perteneciente a la familia Noctuidae. Es originario de África.

## Especies
- Metagarista aziyade Vuillot, 1892
- Metagarista maenas Herrich-Schäffer, [1853]
- Metagarista subcrocea Wiltshire, 1983
- Metagarista triphaenoides Walker, 1854